# Common Language Infrastructure
Pour les articles homonymes, voir CLI.

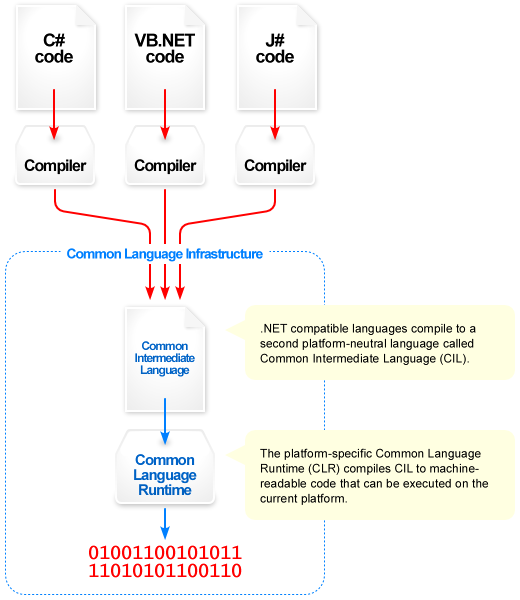
Schéma explicatif du Common Language Infrastructure (CLI).

La Common Language Infrastructure (CLI) est une spécification ouverte développée par Microsoft pour sa plate-forme .NET qui décrit l'environnement d'exécution de la machine virtuelle basé sur CIL. La spécification définit un environnement  qui permet d'utiliser de nombreux langages de haut niveau sur différentes plates-formes sans nécessité de réécrire le code des architectures spécifiques.
Le code répondant aux spécifications CLI est dit « managed code » en anglais, littéralement « code géré », ce qui est parfois traduit abusivement par « code managé ».
L'implémentation de la CLI inclut des fonctions pour gérer les erreurs, le ramasse-miettes, la sécurité et l'interopérabilité avec le système d'exploitation (les objets COM pour Microsoft Windows, gtk pour Mono de Novell)

## La spécification
La spécification CLI entre autres choses aborde trois aspects
The Common Type System (CTS)Un ensemble de types et d'opérations échangé entre programming languages compatibles CTS.
MetadataInformation à propos de la structure d'un programme pour être utilisable par d'autres outils et langages
Common Language Specification (CLS)ensemble de règles que la CLI doit suivre pour permettre l'interopérabilité des langages compatibles  CLS. CLS est un sous-ensemble de CTS .
Virtual Execution System (VES)VES charge et exécute les programmes compatibles CLI en utilisant lors de l'exécution le fichier metadata pour générer différents codes.

## Implémentations
Plusieurs implémentations de la CLI  et des bibliothèques (Microsoft) existent, notamment dans Mono et Portable.NET. Puisque le moteur d'exécution est décrit par une spécification de l'ECMA et de l'ISO, les autres implémentations ne sont pas gênées par des problèmes de copyright. Il est plus difficile de développer des alternatives aux bibliothèques de classes de bases (BCL) qui ne sont pas décrites dans un standard ouvert et peuvent être sujet à des problèmes de copyright. De plus certaines parties des BCL ont des fonctionnalités et un comportement spécifiques à Windows qui peuvent être problématiques lors de l'implémentation sur des machines ne fonctionnant pas sous Windows.

### .NET Framework
L'implémentation de la CLI par Microsoft pour ses systèmes d'exploitation est appelée Common Language Runtime(ou CLR) et Dynamic Language Runtime(ou DLR). Au-dessus de cette implémentation ; Microsoft fournit de nombreux services, outils, bibliothèque, runtime : Framework .NET et .NET Compact Framework, support technique, Visual Studio. L'implémentation de la CLI par Microsoft supporte actuellement plusieurs langages comme C# (mélange de C++ et de Java), C++, J# (proche du Java, mais non compatible) et Visual Basic .NET.
Grâce à la disponibilité des spécifications techniques, différents acteurs sont libres d'ajouter le support pour un autre langage, ou un langage classique (notamment Cobol, Pascal, Fortran, Eiffel, Ada) ainsi que ASP.NET. D'ailleurs le langage Python est utilisable depuis 2006 grâce au projet IronPython, PHP en étant déjà à cette époque la version 2 du projet Phalanger.

### Silverlight/Moonlight
Silverlight et Moonlight sont les implémentations respectives de Microsoft et Novell de la CLI s'exécutant dans l'environnement sécurisé d'un navigateur. Il fonctionne comme un applet. Silverlight est une partie du framework .NET tandis que Moonlight est une partie du projet Mono. Ils respectent donc tous les deux les spécificités CLI. Silverlight avait pour nom WPF/E pour faire référence à la nouvelle bibliothèque graphique de Microsoft de nom Windows Presentation Foundation fonctionnant sur la CLR. Ces technologies permettent de développer de vrai RIA côté client web. 
Les langages supportés par ces applets sont les mêmes que ceux supportés par le framework .NET ou Mono.

### Mono
Mono est une implémentation de la CLI et de portions des bibliothèques de classes de bases (BCL) et fournit quelques fonctionnalités complémentaires. Mono est un logiciel développé sous la double licence : logiciel libre et logiciel propriétaire. Mono est développé par Xamarin et sponsorisé par Novell et inclut un support web (ASP.NET, ADO.NET) et OS (Windows Forms). Un compilateur C# et VB.NET en version beta sont aussi inclus.

### Autres
Des implémentations alternatives de certaines parties du framework sont listées ici :
- Shared Source Common Langage Infrastructure est une implémentation shared source du CLR du .NET Framework. Elle est compatible avec Microsoft Windows XP, FreeBSD et Mac OS X 10.2.
- Portable.NET (partie de DotGNU) fournit une implémentation de la CLI, une partie des bibliothèques de classes de bases et un compilateur C#. Il supporte une large variété de processeurs et de systèmes d'exploitation.
- CrossNet est une implémentation de la CLI est de certaines portions des bibliothèques de bases (BCL). C'est un environnement libre qui génère du code C++ non managé à partir des assemblies .NET. Ce code peut ensuite être compilé et lié dans n'importe quelle application se conformant au C++ AINSI et sur n'importe quelle plate-forme.
- .NET for Symbian, une implémentation du .NET Compact Framework pour Symbian (S60)

## Standards et licences
En août 2000, Microsoft, Hewlett-Packard, et Intel ont travaillé sur la standardisation de la CLI et du langage de programmation C#. Depuis décembre 2001, ces deux standards ont été ratifiés par l'ECMA  (ECMA 335 et ECMA 334). L'ISO a suivi en avril 2003 (ISO/IEC 23271 et ISO/IEC 23270).
L'ECMA et l'ISO ont demandé à Microsoft et à tous ses partenaires qui détiennent les spécifications de la CLI et de C# de les rendre disponible sous le contrat de licence raisonnable et non discriminatoire Microsoft Reference Licence. En plus de cela, ces compagnies se sont accordés pour fournir ces spécifications sans redevance.
Néanmoins, ceci ne s'applique pas pour la partie du .NET Framework qui n'est pas couverte par l'ECMA et l'ISO, ce qui inclut les Windows Forms, ADO.NET, et ASP.NET. Les spécifications que Microsoft détient dans ces domaines peuvent dissuader les tentatives non-Microsoft d'implémentation du Framework complet.
Le 3 octobre 2007, Microsoft a annoncé qu'une grosse partie du code source des classes de bases du .NET Framework (Ce qui inclut ASP.NET, ADO.NET et Windows Presentation Foundation) seront disponibles avec la sortie de Visual Studio 2008 fin 2007 sous la licence Shared source Les codes sources des autres bibliothèques  (Windows Communication Foundation (WCF), Windows Workflow Foundation (WF) et Language Integrated Query (LINQ) seront ajoutés plus tard. Le fait de fournir le code source sous la licence Microsoft Reference Licence signifie qu'il est fourni à des fins de débogage uniquement, essentiellement pour supporter le débogage des classes de bases sous Visual Studio.